# Porte de Prenzlau

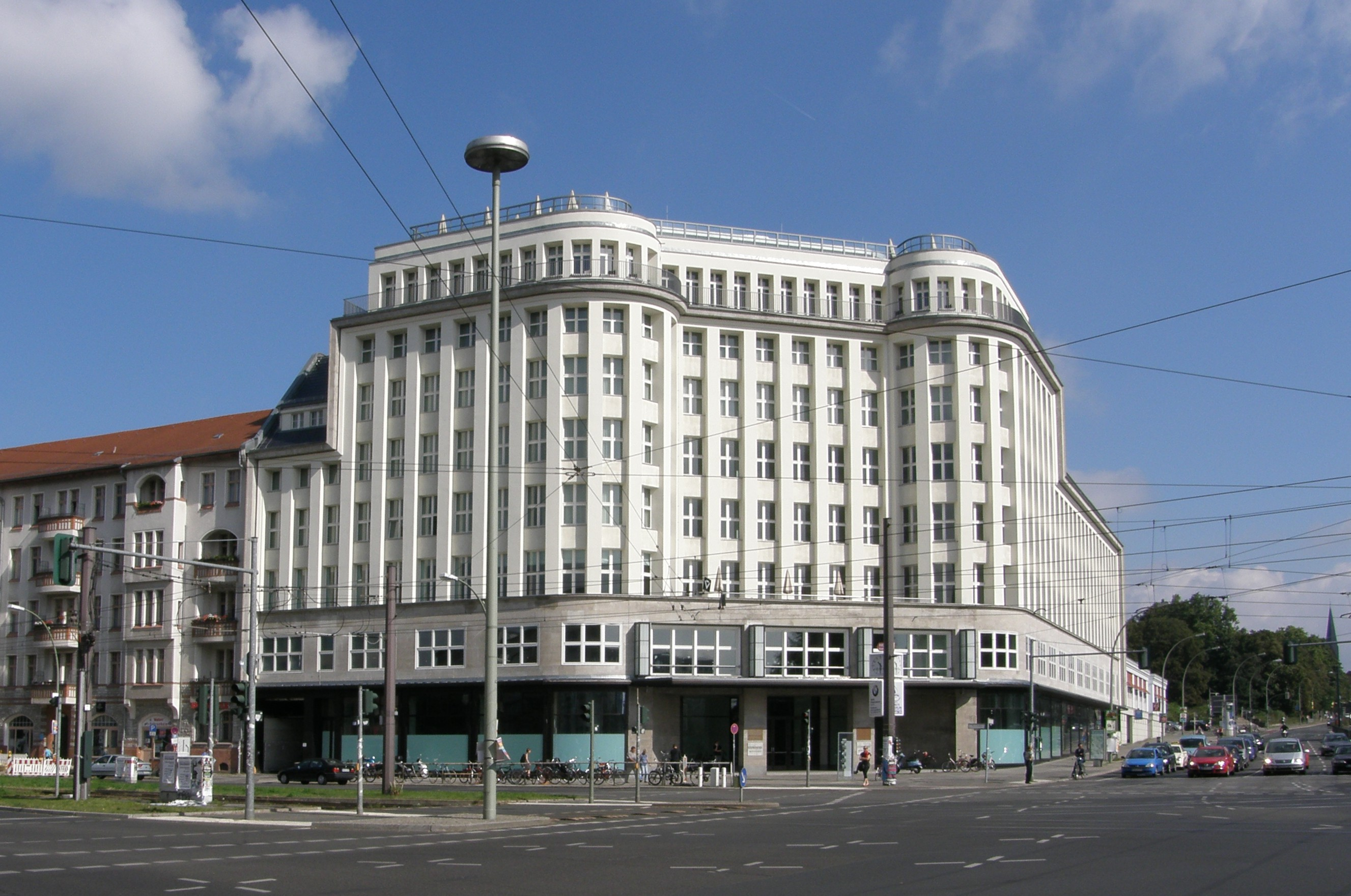
Soho House Berlin est situé à l'angle nord entre Torstrasse et Prenzlauer Allee

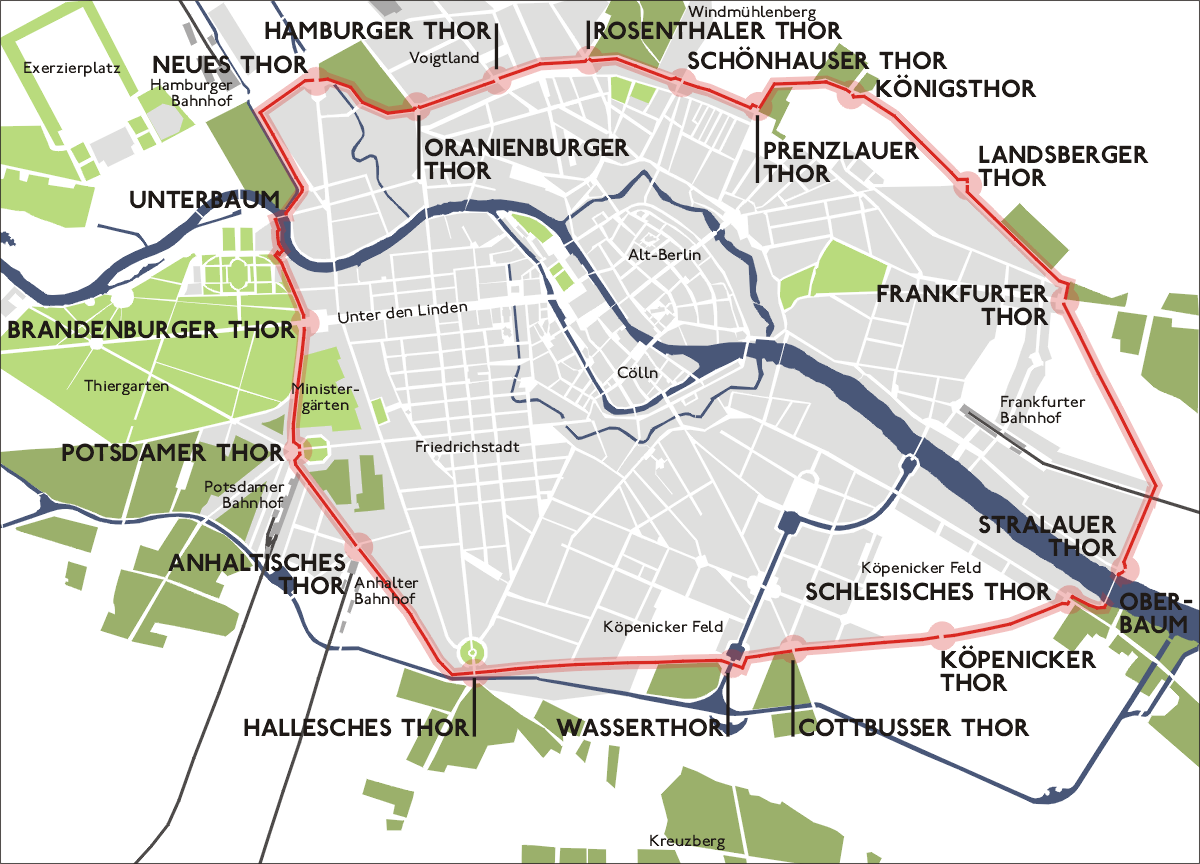
Les portes du mur d'accise vers 1855

La porte de Prenzlau est le nom donné à Berlin au croisement de la Torstraße / Mollstraße et Karl-Liebknecht-Straße / Prenzlauer Allee (de) à la frontière entre les arrondissements de Mitte et Pankow. L'ancien emplacement d'une porte de la ville en direction de Prenzlau dans le mur des douanes historique de Berlin n'est pas une dédicace officielle de la place, mais il est généralement utilisé et compréhensible.

## Emplacement
L'ancienne porte de la ville de Prenzlau fait partie du mur des douanes de Berlin et se trouve au coin actuel de la Torstraße de la Prenzlauer Allee. De là, une route de campagne mène vers Prenzlau.
La porte voisine à l'Est, la porte du Roi (de), est accessible le long du mur des douanes par le chemin de liaison appelé "Prenzlauer Berg". En fait, le porte de Prenzlau est situé au sud d'une colline qui est autrefois le site d'un moulin. À l'ouest de la porte de Prenzlau se dresse la porte de Schönhausen à l'intersection actuelle de la Schönhauser Allee et de la Torstraße.

## Histoire

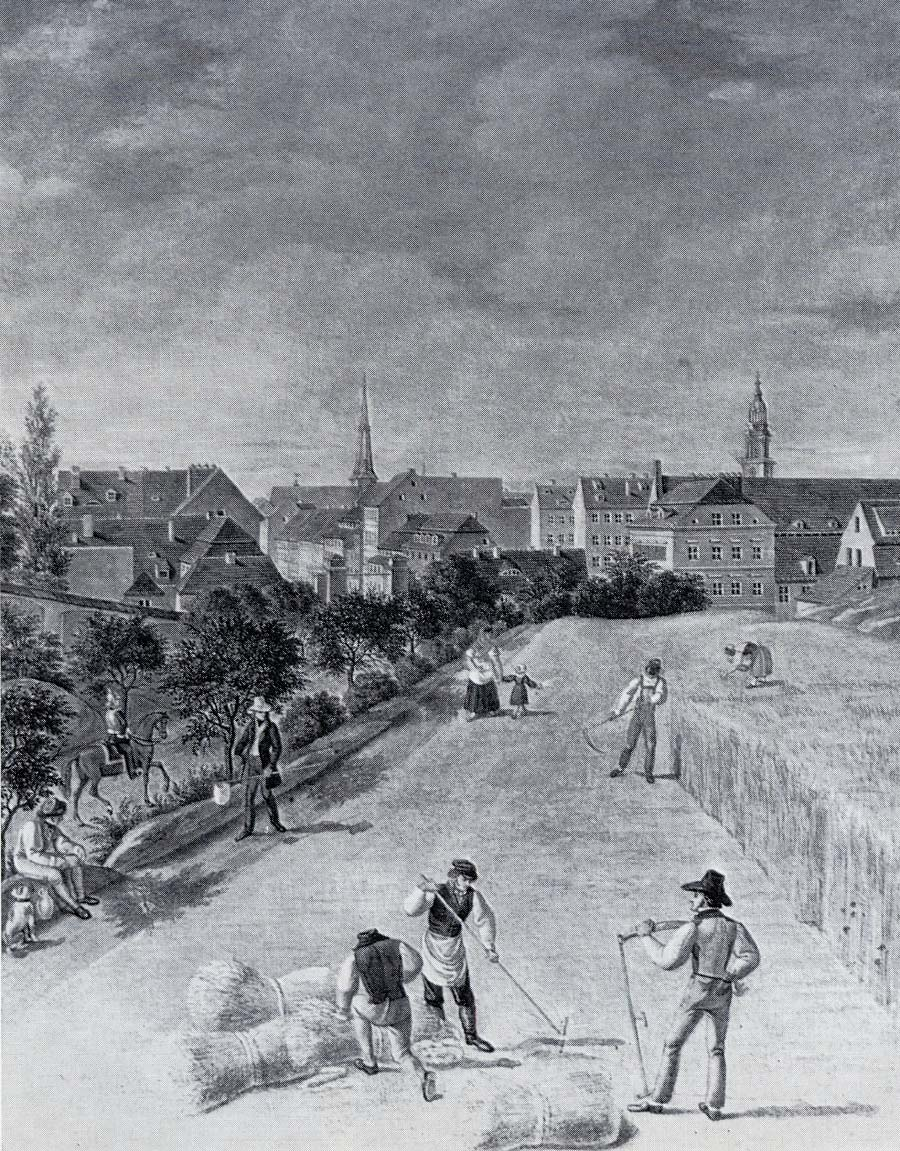
Zone devant la porte de Prenzlau vers 1847, par Heinrich Olivier

Après la démantèlement de la forteresse de Berlin et de son mur d'enceinte médiéval, qui constitue un obstacle à l'extension de la ville, Frédéric-Guillaume Ier fait construire entre 1734 et 1737 un mur des douanes et de l'accise avec un total de 18 construire des portes. Là, un droit d'accise avec 18 portes au total. Les marchandises importées à Berlin doivent s'y acquitter d'un droit d'accise. La porte de Prenzlau se trouve au bout de l'ancienne Prenzlauer Straße (aujourd'hui Karl-Liebknecht-Straße). À partir de 1750, elle est - avec la porte de Rosenthal et porte de Halle – l'une des trois portes de Berlin par lesquelles les Juifs sont autorisés à sortir ou à entrer dans la ville et s'appelle donc aussi le « porte des Juifs » dans le passé.
Avec le temps, le mur de douane et d'accise devient de plus en plus un obstacle pour la ville en pleine expansion. Il est donc démoli entre 1866 et 1869 avec la porte de Prenzlau. Seules la porte de Brandebourg et la Nouvelle porte (de) (entre Friedrich-Wilhelm-Stadt (de) et Oranienburger Vorstadt) sont les seules encore debout, cette dernière ayant été détruite pendant la Seconde Guerre mondiale.
Avec la formation du Grand Berlin en 1920 et l'incorporation des villes et communes environnantes qui en résulte, l'arrondissement IV est d'abord appelé Prenzlauer Tor, mais est rebaptisé Prenzlauer Berg en 1921.